# Polkadot (projekt)
Polkadot je zamišljen kao heterogeni višestruki lanac (multi-chain) koji će omogućiti razmjenu i prijevod arhitekture koja omogućuje da se različiti lanci (sporedni lanci, side-chains) povezuju s javnim blok-lancem (blockchainom). S pomoću Polkadota, različiti blok-lanci mogu razmjenjivati poruke međusobno u sigurnom okruženju, u kojem je problem povjerenja riješen.
Protokol je stvorio jedan od suosnivača Ethereuma, Gavin Wood, i prikupio je $144,3 milijuna u ICO-u u listopadu 2017. godine.
Polkadot je projekt pod pokroviteljstvom Zaklade Web3 koja je zapravo švicarski fond s misijom razvoja tehnologija i aplikacija u području decentraliziranih web softver protokola. Posebno su zainteresirani za razvoj projekata koji koriste moderne kriptografske metode zaštite decentralizacije, u interesu i za stabilnost Web3 ekosustava.

## Protokol

### Opći opis
Protokol Polkadot dizajniran je kao tehnologija koja omogućuje skalabilne višestruke lance. Za razliku od prethodnih blockchain izvedbi, koje su bile usmjerene na pružanje potencijalne koristi na samo jednom lancu, Polkadot će poslužiti kao temelj za međusobno spojene lance na kojima će moći postojati veliki broj potvrđenih, globalno smislenih struktura podataka. 
Polkadot se može smatrati kao skup nezavisnih lanaca (na primjer, skup koji sadrži Ethereum, Ethereum Classic, Namecoin i Bitcoin) osim što se razlikuje u dvije vrlo važne točke: sigurnosti unutar skupa i mogućnost razmjene između lanaca bez potrebe za povjerenjem.
Polkadot se smatra skalabilnim u svom dizajnu. U načelu, problem pokretanja može se paralelizirati, odnosno raspršiti preko velikog broja parachaina. Svi aspekti svakog parachaina mogu se provoditi paralelno na drugom segmentu mreže: sustav ima mogućnosti za skalabilnost.
Polkadot je dizajniran za pružanje osnovne infrastrukture ostavljajući većinu kompliciranijih zadataka na middleware razini.
Polkadot je osmišljen kako bi se povezali privatni/grupni lanci, javne/javno dostupne mreže i buduća tehnološki postignuća u Web3 ekosustavu. On omogućava internet gdje samostalni blok-lanci mogu izmjenjivati informacije i vršiti transakcije preko Polkadot lanca na temelju rasta, kontrole i mogućnosti razmjene informacija.
Na višoj razini, Polkadot pokušava riješiti sljedeće probleme: 
- Kompatibilnost: Polkadot je dizajniran kako bi aplikacije i pametni ugovori s jednog blok-lanca mogli nesmetano razmjenjivati informacije i transakcije s drugih lanaca.
- Skalabilnost: Polkadot omogućuje pokretanje nekoliko parachaina, od kojih svaki obrađuje nekoliko radnji paralelno što omogućuje mrežama neograničene mogućnosti skalabilnosti.
- Zajednička sigurnost: s Polkadotom, sigurnost se nalazi unutar same mreže, što znači da pojedini lanci mogu koristiti sigurnost ostalih pripadnika kolektiva bez potrebe stjecanja povjerenja iznova.

## Povijest

### Dr. Gavin James Wood
Gavin Wood jedan je od osnivača i trenutačni direktor tvrtke Parity Technologies. Nekada je bio Glavni tehnološki direktor (CTO) i suosnivač Ethereum projekta, jedan od dizajnera Ethereum protokola, autor Ethereum specifikacije te stvaratelj i pisac prve implementacije Ethereuma. On je sudjelovao u izvedbi Solidity jezika, postao je voditelj IDE projekta i dizajner Whisper protokola. Gavin ima doktorat iz računalnih znanosti sa Sveučilišta u Yorku.
Dr. Wood je objavio white paper Polkadot projekta 14. studenog 2016. godine. Kasnije je odlučeno da će Web3 Foundation voditi Polkadot protokol u lipnju 2017. godine.

### Initial Coin Offering (ICO)
Polkadot je pokrenuo prodaju tokena 15. listopada 2017.g. Prodaja je provedena na principu nizozemske aukcije. ICO je zatvoren 27. listopada 2017. godine i prikupljeno je 485,331 ЕТН (Ether, valuta na Ethereum blok-lancu).

## Token (DOT)

### Opcije
DOT token ima 3 funkcije: upravljanje mrežom, operacijski procesi i povezivanje.
Vlasnici tokena imaju potpunu kontrolu nad protokolom. Sve povlastice, koje su na drugim platformama rezervirani za minere, bit će raspodijeljene među sudionicima lanca (vlasnicima DOT tokena) uključujući i upravljanje izvanrednim događajima, kao što su nadogradnje protokola i popravci istoga.
Teorija igara potiče vlasnike tokena da budu iskreni. Dobri sudionici automatski su nagrađeni dok su loši sudionici kažnjeni gubitkom svog udjela u mreži. Na ovaj način osigurano je da mreža ostane zaštićena.
Novi parachaini dodaju se spajanjem tokena. Zastarjeli ili beskorisni parachaini se brišu tako da se razbija veza između tokena. Ovo je primjer protokola Proof of Stake (PoS).
DOT token je ugrađen u Polkadot protokol i tokeni će biti dostupni nakon postavljanja prvog Polkadot bloka (genesis blok).

## Razvoj
Web3 Foundation je zaposlio tvrtku Parity Technologies da naprave Polkadot protokol. Izrada je u tijeku.
Stvaranje prvog Polkadot bloka očekuje se u 3. kvartalu (Q3) 2019. godine. Nekoliko istaknutih blok-lanac protokola već je izrazilo interes u izgradnji Polkadot parachaina, kao što je Melonport.

## Linkovi
1. ↑  Pokadot Paper by Gavin Wood
2. ↑  The Hottest ICOs Are the Ones That Have Done the Least Amount of Work. Bloomberg Technology. Pristupljeno 19. prosinca 2017.
3. ↑  Weekly Cryptocurrency and ICO Market Analysis [October 23-29, 2017]. coinspeaker.com. Inačica izvorne stranice arhivirana 22. prosinca 2017. Pristupljeno 19. prosinca 2017.
4. ↑  Web3 Foundation
5. ↑  Team, Web3 Foundation. 8. prosinca 2017. Hello World. Web3 Foundation. Pristupljeno 19. prosinca 2017.
6. 1 2 3  Polkadot. polkadot.network (engleski). Pristupljeno 19. prosinca 2017.
7. 1 2 3  Polkadot. polkadot.network (engleski). Pristupljeno 19. prosinca 2017.
8. ↑  Polkadot Lightpaper (PDF). Polkadot Network
9. ↑  Parity Technologies. paritytech.io. Pristupljeno 19. prosinca 2017.
10. ↑  Web3 Foundation | Nurtures and stewards technologies and applications in the fields of decentralized web software protocols. web3.foundation (engleski). Pristupljeno 19. prosinca 2017.
11. ↑  polkadot-white-paper: The technical vision paper for Polkadot, a heterogeneous extensible multi-chain. Web 3 Foundation. 17. studenoga 2017. Pristupljeno 19. prosinca 2017.
12. 1 2  Polkadot. polkadot.network (engleski). Pristupljeno 19. prosinca 2017.
13. ↑  Technologies, Parity. 28. studenoga 2017. Parity’s Polkadot Dev Update #1. Polkadot Network. Pristupljeno 19. prosinca 2017.
14. ↑  Melonport Launches Polkadot Based Melon Cryptoasset Management Software - NEWSBTC. NEWSBTC (engleski). 15. studenoga 2016. Pristupljeno 19. prosinca 2017.

## Vanjske poveznice
- Službena stranica